# Confédération des syndicats libres
Pour les articles homonymes, voir CSL et CFT.
La Confédération des syndicats libres (CSL) était une confédération syndicale fondée dans les années 1950, considérée proche du patronat et formée par des syndicalistes issus des réseaux de droite et d'extrême droite collaborationiste. D'abord appelée Confédération française du travail (CFT), elle change de nom en 1977 après l'indignation suscitée par la mort d'un syndicaliste CGT, abattu d'une balle dans la tête par des membres de la CFT. Elle s'est dissoute en 2002. Elle était présente dans le secteur de l'industrie automobile, à la Poste, à la Ville de Paris.

## Histoire

### La Confédération française du travail (1959-1977)

#### L'après-guerre
En 1947 est fondée la Confédération du travail indépendant (CTI), qui sera agitée par querelles de pouvoir et scissions. La CTI réunit d'anciens syndicalistes communistes, des militants du courant Syndicats animé par René Belin, des membres du Rassemblement du peuple français (RPF) le parti créé par le général de Gaulle.
En 1954, la passation de pouvoir entre Ford et Simca, filiale de Fiat, dans les Yvelines, introduit des nouveautés sur les plans industriel et de la gestion des ressources humaines: l'élimination de la CGT se fait en trois temps. Elle s’appuie d’abord sur le Syndicat autonome déjà soutenu par les Américains en 1953 et par la suite par son homologue « nanterrois », dans l'usine Donnet-Zédel de Nanterre rachetée par Simca, filiale de Fiat, en 1935. 
En 1956, le Syndicat autonome prend le CE de Simca-Poissy autour de Roger Roca. C'est aussi  l'année de la Crise de Suez et de l'aggravation de la Guerre d'Algérie, qui accélère le mouvement : la mévente des grosses cylindrées pousse Simca dans une logique de débauchage rapide au gré des fluctuations des marchés, à licencier 1 656 personnes, soit 35 % du personnel. Des délégués sont licenciés en 1956 comme Laudat et surtout Péhose, chef historique de la CGT à Poissy. En 1958, la CGT est passée de 43% à 6% aux élections professionnelles, et les syndicats indépendant et autonome ont 87% des voix contre 26% en 1955. Pendant 28 ans, il n'y a pas de grèves dans l'usine grâce à un système de double hiérarchie, les syndicalistes de la CFT (plusieurs centaines, tous membres de l'encadrement) gérant primes, avancement, punitions et surveillant les ouvriers, principalement immigrés, dans et hors de l'usine. La carte du syndicat était donnée aux ouvriers avec le contrat d'embauche, et le premier mois de cotisation déjà prélevé sur la première paye.
Les fondateurs, à Poissy, du syndicat indépendant, qui se déclare apolitique, semblent en réalité assez proche des milieux gaullistes depuis la fin des années 1940 et le temps du RPF. Ce sont Raymond Jacquet, Georges Guillaudot et Nicolas Fiorentino. Henri Rollin redevient actif lors des événements de 1958 et des élections législatives de novembre, au cours desquelles cinq cadres de l’entreprise, tous membres du Syndicat indépendant, sont élus députés sur les listes de l’UNR, dans un scrutin de liste: les « députés Simca ». Nicolas Fiorentino et Max Le Berre vont régner sur Simca jusqu’au seuil des années 1980 : le premier est un pied-noir rentré en métropole avant l’indépendance de l’Algérie et le second vit dans l’admiration d’un frère colonel de la Légion étrangère.
La CFT est fondée en décembre 1959 par la réunion de syndicats ayant auparavant quitté la Confédération générale des Syndicats indépendants pour former la « Confédération syndicale Travail et Liberté » dirigé par André Parsal, devenue la « Confédération française des syndicats indépendants » en 1957 et de syndicats qui quittent la CGSI en 1959.  Elle n'a jamais été reconnue représentative. Fortement teinté d’anticommunisme, la naissance de la CFT, sous forme de CGSI avait été encouragée par Simca, pour prendre rapidement le contrôle du Comité d’Entreprise.

#### Les années 1960

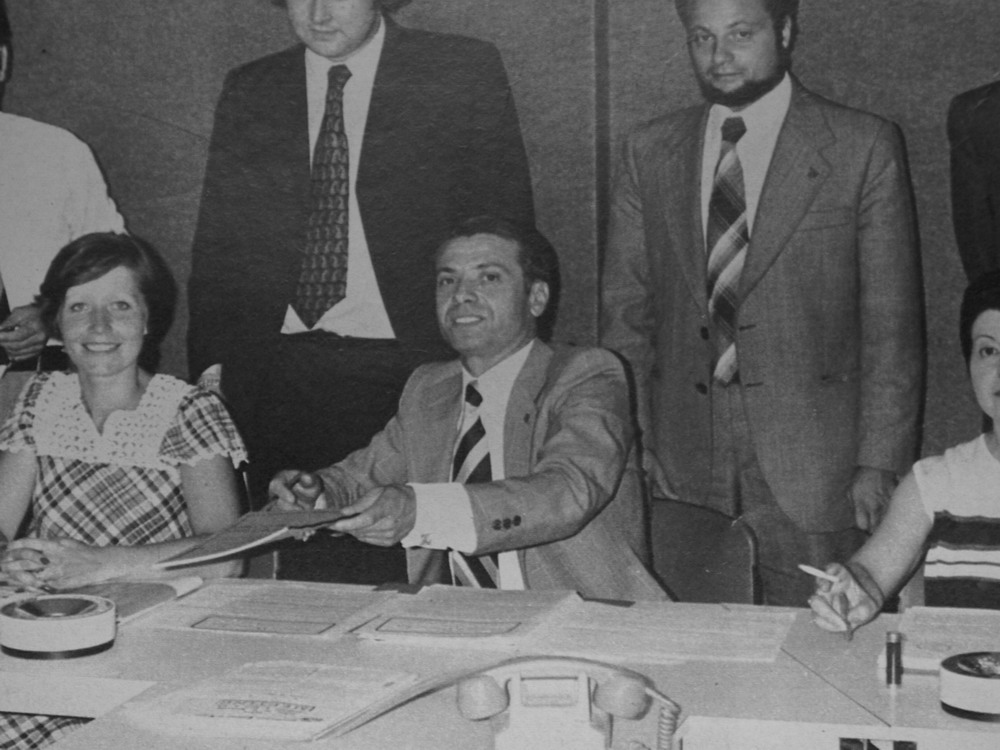
Auguste Blanc, secrétaire général de la CFT, en 1976.

Le premier secrétaire général de la CFT est Jacques Simakis, proche de Pierre Debizet et de Pierre Maintrieu, du Service d'action civique (SAC), jusqu'à son départ en 1975. 
En Mai 68, la CFT organise des « piquets de grève » avec drapeau tricolore pour « organiser la liberté du travail » en particulier chez Simca Poissy, où l'amiral Louis Galtier, qui occupe le poste de secrétaire général, a organisé un syndicat jaune et obtenu la poursuite du travail, ce qui impressionne le gouvernement.
Avec des anciens parachutistes parmi lesquels Auguste Blanc, il a organisé des services commandos pour alimenter les chaînes de montage en pièces détachées. L'amiral Louis Galtier quitte alors Simca en septembre 1968, pour être embauché par Citroen et mettre en place les mêmes méthodes chez Citroën. Au même moment naît à Rennes chez Citroën le Syndicat indépendant des salariés de Citroën (SISC), qui rallie la CFT. Robert Linhart decrira le rôle du syndicat patronal à l'usine Citroën de la Porte de Choisy où il travaille et la violence exercée contre les ouvriers à Javel.

#### Les années 1970
À partir de 1970 et jusqu'en 1976, deux délégués départementaux du SAC Ille-et-Vilaine, Ferron et Ribouchon, sont employés à l'usine Citroën de Rennes, appartenaient à la CFT. L'usine était pour la CGT un symbole, dans l'ouest, depuis l'Affaire Yannick Frémin de 1966. Ce dernier (CGT) prend la parole dans un meeting unitaire (CGT, CFDT, FO, FEN, CDJA et MODEF) le 30 juin 1970 contre les agissements fascistes et pour le respect des libertés syndicales. 
Entre-temps, des « maoïstes » ont distribué des tracts le 12 juin 1970 devant l'usine et des exclus du PCMLF menés par Christian Prigent créé en octobre le mouvement « Rennes Révolutionnaire » après avoir en septembre 1970 sorti le 1er numéro du journal Drapeau rouge. En 1970, la CGT écrit dans une brochure que : « de nombreux ministres, députés, maires et préfets ont eu des contacts avec la CFT et évoque « l'attaque de militants maoïstes » venus en 1970 à Citroën Rennes. La même année à Lyon, selon l'enquête et les déclarations de Marcel Caille, secrétaire de la CGT, reposant sur les récits d’un ancien militant de la CFT, Paul Berliet donne carte blanche à son directeur général du personnel pour distribuer argent et locaux à la CFT. 

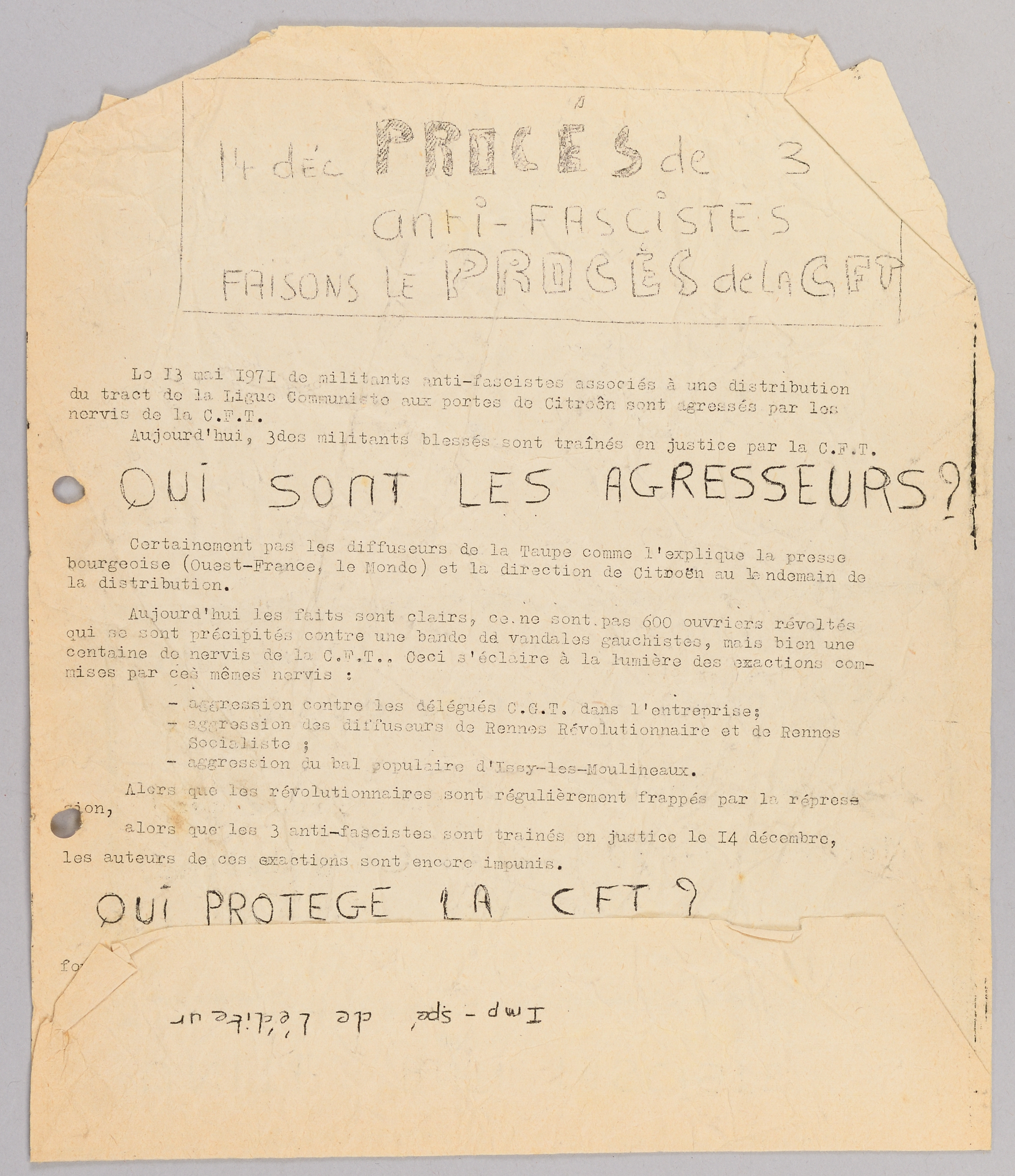
Tract du Comité anti-CFT appelant à réunions étudiantes.

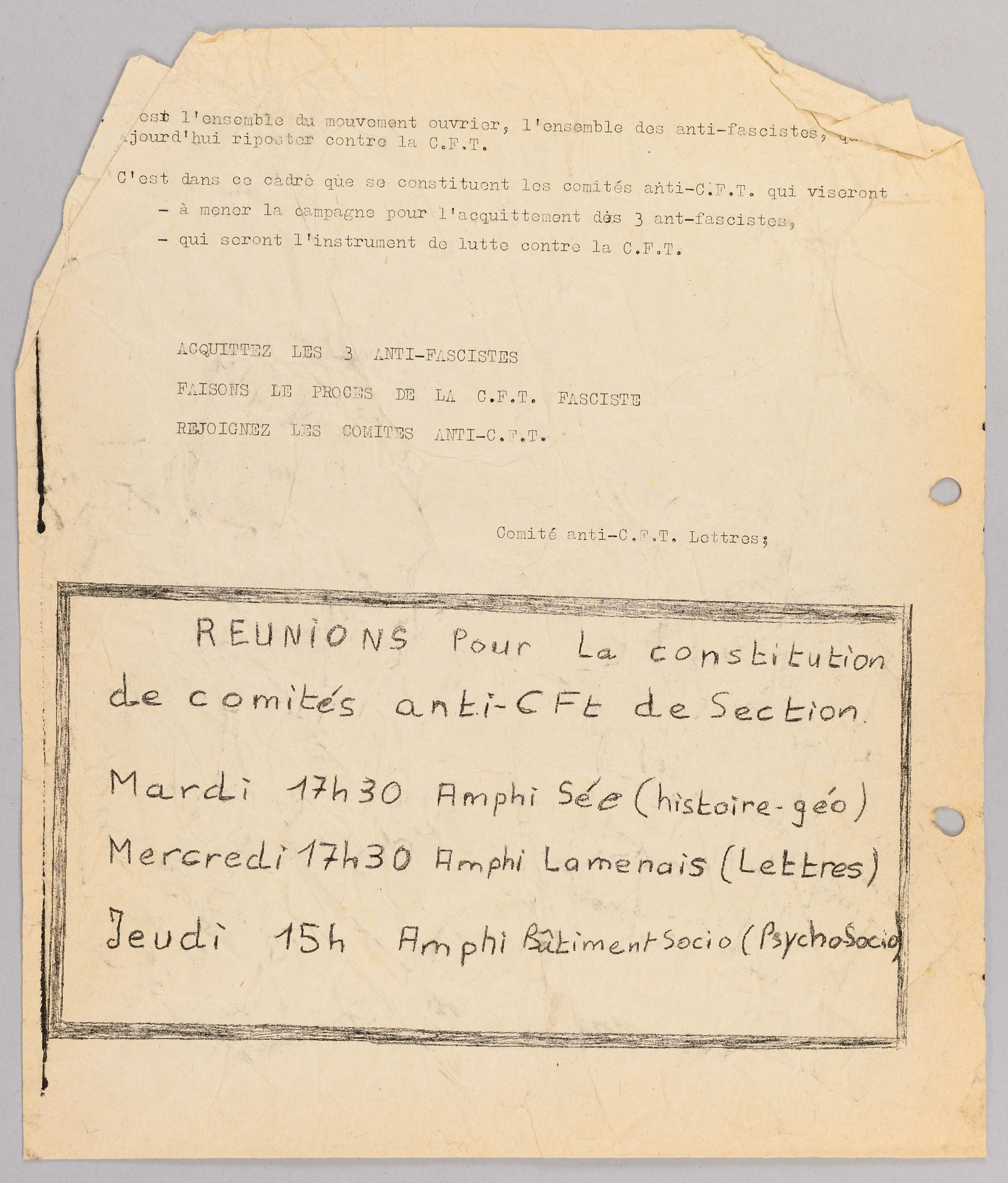
Tract du Comité anti-CFT appelant à réunions étudiantes.

L'année 1971 est très houleuse aussi houleuse à la sortie des usines Citroën:
- le 11 février 1971[7] a lieu une des distributions de tracts « pionnières » de Rennes-Révolutionnaire[7], des exclus du PCMLF, déclenchant une intervention musclée de la part de la maîtrise et de la CFT.
- en mars 1971, une distribution de tracts CGT est empêchée avec violence par un groupe d'une vingtaine d'hommes sortis de l'entreprise [8]. L'un des participants Gilbert Lenouvel, agent de maîtrise, membre de la CFT, sera condamné le 8 décembre 1971 à mille francs d'amende et quatre mois de prison avec sursis. Résultat, les syndicats CFT des grands magasins rallient FO en 1971[9], l'année où le ministre Robert Galley accorde 25 détachements permanents dans l'administration des PTT pour la CFT.
- pendant les élections municipales de 1971, les partis politiques de gauche (PCF, PS et PSU) se déclarent « solidaire des travailleurs » en organisant à la sortie une distribution de tracts très médiatisée qui se heurte violemment aux « gros bras » de l’usine.
- le 13 mai 1971[7], une violente bagarre entre 70 militants trotskistes armés et casqués contre des membres de la CFT, au cours duquel trois militants de la Ligue Communiste sont interpellés par les forces de l'ordre[7]. Ils seront en janvier 1973 reconnus coupables de « violences aggravées »[7] et condamnés à des peines de prison avec sursis[7]. Deux stratégies rivales émergent : d’un côté des affrontements extrêmement violents à l’extérieur de l’usine entre les mouvements d’extrême gauche (LCR et PCMLF principalement) et le service d’ordre de Citroën tandis que les syndicats tentent de s’implanter dans l’entreprise démocratiquement[10]. La CFT, à la suite de heurts très violents à Citroën-Rennes, a notamment publié dans le quartier où habitait Henri Weber, dirigeant de la JCR, une affiche à son effigie avec « Cet homme est dangereux... », l'amenant en retour à publier un organigramme de la CFT pour mentionner qu'il était capable de riposter[11].
- le 13 juillet 1972, c'est l'Affaire du bal d'Issy-les-Moulineaux de 1972 : le Secours rouge (France) organise un bal populaire dans un quartier d'immigrés à Issy-les-Moulineaux, peuplé  d'ouvriers immigrés, dont la plupart sont yougoslaves et travaillent chez Citroën. La communauté Yougoslave occupe en particulier deux maisons. Un commando fait irruption, il y a dix blessés au cours de l’affrontement, et deux de ses membres sont capturés : ils sont tous deux employés chez Citroën et l'un a fait l'erreur de conserver sa carte de la CFT, le  « syndicat indépendant de Citroën »[12] dans son portefeuille. Elle porte le n° 5345. Les membres du commando en déroute, en se retirant, croient bon d'emmener deux otages : une jeune fille de 17 ans et une jeune femme, Mlle Lévy. La seconde est violée dans une usine. Les assaillants ont utilisé quatre ou cinq camionnettes Citroën appartenant, vraisemblablement, au parc d'automobiles de l'usine. L'interrogatoire des deux femmes et le viol ont eu lieu à l'intérieur de l'usine Citroën Javel[13],[14].

#### Le durcissement en 1975
Le 30 août 1972 encore, un délégué CGT de Citroën Rennes, Hurault fut blessé alors qu’il distribuait des tracts sous les yeux de trois agents de secteur et de leur chef. En 1975, après un congrès houleux à Versailles, Jacques Simakis est dessaisi et remplacé par un tenant de ligne dure autour du Service d'action civique (SAC), Auguste Blanc, responsable depuis 1968 de l’appareil CFT dans l’ensemble des usines Citroën. Les plus modérés se mettent alors en retrait : Jacques Simakis fonde  l’Union française du travail et dénonce les liens existants entre la CFT et le Service d’action civique (SAC).
De septembre 1975 à avril 1976 : 31 opérations de commandos seront recensées à l'usine Citroën d'Aulnay contre les autres syndicats et en avril 1976, Alphonse Camposéo, CGT de Citroën-Levallois, est agressé et défiguré par un commando CFT.
Le sociologue Robert Linhart décrit ainsi la CFT du milieu des années 1970, dans son livre de 1978, L'Établi :
« Pourtant, la peur c'est plus encore que cela (...). Sans doute est-ce en partie parce que tout le monde sait que l'encadrement officiel de Citroën n'est que la fraction émergée du système de flicage de la boîte. Nous avons parmi nous des mouchards de toutes nationalités, et surtout le syndicat maison, la C.F.T., ramassis de briseurs de grève et de truqueurs d'élections. Ce syndicat jaune est l'enfant chéri de la direction : y adhérer facilite la promotion des cadres et, souvent, l'agent de secteur contraint des immigrés à prendre leur carte, en les menaçant de licenciement, ou d'être expulsés des foyers Citroën. »
Le 24 mars 1977 la CGT dénonce au ministre du Travail les élections chez Citroën : « À chaque scrutin, la direction en liaison avec la CFT exerce par des violences physiques, par des procédés illicites, par des mesures discriminatoires, par d’autres et multiples pressions sur les travailleurs ». Son journal écrit que le nombre des hommes de main est estimé à deux cents pour les usines de la région parisienne et autant pour l’usine de Rennes.
Claude Leconte, agent de maîtrise dans l'usine  Citroën de Levallois jusqu'en 1974 est une figure de la CFT. Muté en 1975, il devint délégué départemental adjoint du SAC de la Marne avant d'être interpellé pour avoir tiré sur un piquet de grève à coups de carabine, sur des syndicalistes CGT devant l'usine des Verreries champenoises du cours de la nuit du 4 au 5 juin 1977, depuis un véhicule conduit par Henri Mangematin, l'un des membres de ce piquet de grève étant tué et deux autres blessés : l'un à la gorge, en réchappera de justesse,. Les ouvriers des V.M.C. menaient des grèves tournantes pour obtenir des augmentations de salaire de 5 %, un treizième mois et une cinquième semaine de congés. 
Deux mois et demi avant, le 23 mars 1977 Jean-Antoine Tramoni avait été assassiné par un commando en représailles du meurtre en 1972 de Pierre Overney, chez Renault, même s'il avait purgé sa peine. Lors du procès, les défenseurs des deux prévenus, les avocats Jacques Isorni, célèbre défenseur du maréchal Pétain, et Jean Robert, demandaient que les faits soient requalifiés en meurtre, tentatives de meurtre et complicité, et que soit joint au dossier celui de l'information ouverte contre X... et contre Marcel Caille, syndicaliste, auteur du livre L'assassin était chez Citroën, pour violation du secret de l'instruction. Selon eux, ils avaient décidé d'aller enlever la banderole CGT puis durent se replier en vitesse, récupérer M. Mangematin que les grévistes avaient mis à mal comme ils avaient cabossé la GS verte de M. Leconte. Mangematin avait reçu quelques coups, auxquels il réplique par un jet de grenade lacrymogène qui étourdit Pierre Maître. Condamné à vingt ans de réclusion criminelle, Claude Leconte, sera considéré comme le portrait robot du truand du patronat.
Dans la nuit du 4 au 5 juin 1977, aux Verreries mécaniques champenoises à Reims, un commando tire sur les grévistes. Le militant CGT Pierre Maître meurt le lendemain, deux autres cégétistes sont gravement blessés. Quatre des cinq hommes du commando, arrêtés par la police, sont adhérents à la CFT,,. Alors que des manifestations rassemblent des dizaines de milliers de personnes en hommage à Pierre Maître, l'organisation abandonne le nom de CFT pour se rebaptiser Confédération des syndicats libres.

### La Confédération des syndicats libres (1977-2002)
En 1977, la CFT, toujours soutenue discrètement par les gouvernements de droite, devient la Confédération des syndicats libres (CSL). Le manque de financement dû au faible nombre de ses cotisants et l'arrêt progressif des financements publics secrets en 1977 (Ville de Paris, gouvernement... de même que les fonds mensuels fournis par le SAC jusqu'en juillet 1976) a également contribué à sa disparition.
Au cours des années 1990, la CSL commence à rencontrer des difficultés en raison d'un changement de comportement du groupe PSA, quand Jean-Martin Folz en prend la Direction Générale et favorise le dialogue avec les autres syndicats, reconnaissant même les discriminations passées.
En 1998, Auguste Blanc prend sa retraite après vingt trois ans de secrétariat général.
À sa dissolution, le secrétaire général est Jean-Christian Valentin, militant du RPR à Paris,.

### Dissolution en 2002
Privée des subventions de la ville de Paris après la défaite du RPR aux élections municipales de 2001, la CSL s'est officiellement dissoute en octobre 2002. Les militants sont invités à rejoindre Force ouvrière. Ses sections ont pour la plupart continué leur vie sous d'autres noms (SIA chez Citroën, SIATT à la ville de Paris...), ou en rejoignant des confédérations (comme FO chez Peugeot, UNSA chez Servair, ACNA et FIAT)[réf. nécessaire].

## Analyses et documents
Selon les historiens Nicolas Hatzfeld (EHESS) et Jean-Louis Loubet (Université d'Evry-Val d'Essonne), la CFT puis la CSL étaient un syndicat corporatiste, accueillant « tous les types de salariés, de l’OS à l’ingénieur » Il était « dirigé par des hommes liés aux partis de droite et d’extrême droite, auxquels il fournissait des colleurs d’affiche, voire, parfois, des candidats aux élections locales » et « prétendait à l’exclusivité et combattait avec énergie la CGT ». Implantée chez Citroën dans les années 1960, Peugeot après 1968 (« sans devenir dominante ») et, à moindre échelle, « dans certaines usines Renault », la CSL assure une « partie du maintien de l'ordre » au sein des usines, n'hésitant pas à entrer dans des affrontements violents lors de grèves, par exemple celle de Talbot à Poissy en 1982 . La réussite de cette grève fait perdre à la CSL le contrôle de l'usine : la CGT a 4 000 adhésions en un mois.
Les méthodes (souvent musclées et en marge de la loi) de la CFT à l'usine Simca (plus tard Chrysler France, puis Talbot / Peugeot de Poissy) ont fait l'objet d'un documentaire en mai 1968, intitulé L'ordre règne à Simcaville. Diffusé en dehors des circuits commerciaux (ciné clubs étudiants, MJC, etc.), il a cependant connu une audience significative et est même édité en DVD.

### Élections prud'homales
- 1987 : 2,30 % chez les salariés (hors cadres) 1,81 % dans l'encadrement
- 1992 : 4,40 % et 3,58 %
- 1997 : 4,22 % et 3,43 %
- 2002 : ne se présentait pas ; on retrouve une partie de ses voix en divers mais la direction de la CSL appelait à voter pour FO.